# Scott Arfield
Scott Arfield (Livingston, 1 de novembro de 1988) é um futebolista profissional canadense nascido no Reino Unido que atua como meio-campo. Atualmente, joga no Charlotte FC.

## Carreira

### Clubes
Arfield começou a carreira no Falkirk em 2007. Três anos depois, ele assinou com o Huddersfield Town. Em 19 de julho de 2013, Arfield assinou um contrato de dois anos com o Burnley. Em julho de 2014, ele estendeu seu contrato para mais três anos com o clube inglês.

### Internacional
Arfield atuou pelas seleções sub-19 e sub-21 da Escócia. Atualmente, ele atua pela Seleção Canadense de Futebol por ter ascendência canadense.